# Stefan Denisewicz
Stefan Denisiewicz (ur. 16 lipca 1836, zm. 3 grudnia 1913 w Smoleńsku) – polski duchowny katolicki.
Od  1856 w mohylewskim seminarium duchownym. W 1859 skierowany  do katolickiej Akademii Duchownej w Petersburgu. W 1863 otrzymał święcenia kapłańskie i stopień magistra teologii. W  1866 mianowany proboszczem w Smoleńsku (był nim do 1898), w latach 1873-1877 proboszcz i dziekan w Mohylewie. Od 1888 kanonik.
Administrator archidiecezji mohylewskiej w 1903 i ponownie od 1905 do 1908. W 1908 mianowany sufraganem mohylewskim i biskupem tytularnym Claudiopolis in Isauria, sakrę przyjął z rąk arcybiskupa Apolinarego Wnukowskiego 30 listopada 1908.